# Anton Zumstein
Anton Zumstein, auch Zumstein-Brack (* 18. Juni 1875 in Grünenbach, Allgäu; † 20. Januar 1973 ebenda), war ein deutscher Kartograf und Verleger von Wanderkarten, Stadtplänen und Reiseführern. Er stammte aus der Kaufmannsfamilie Zumstein.

## Leben

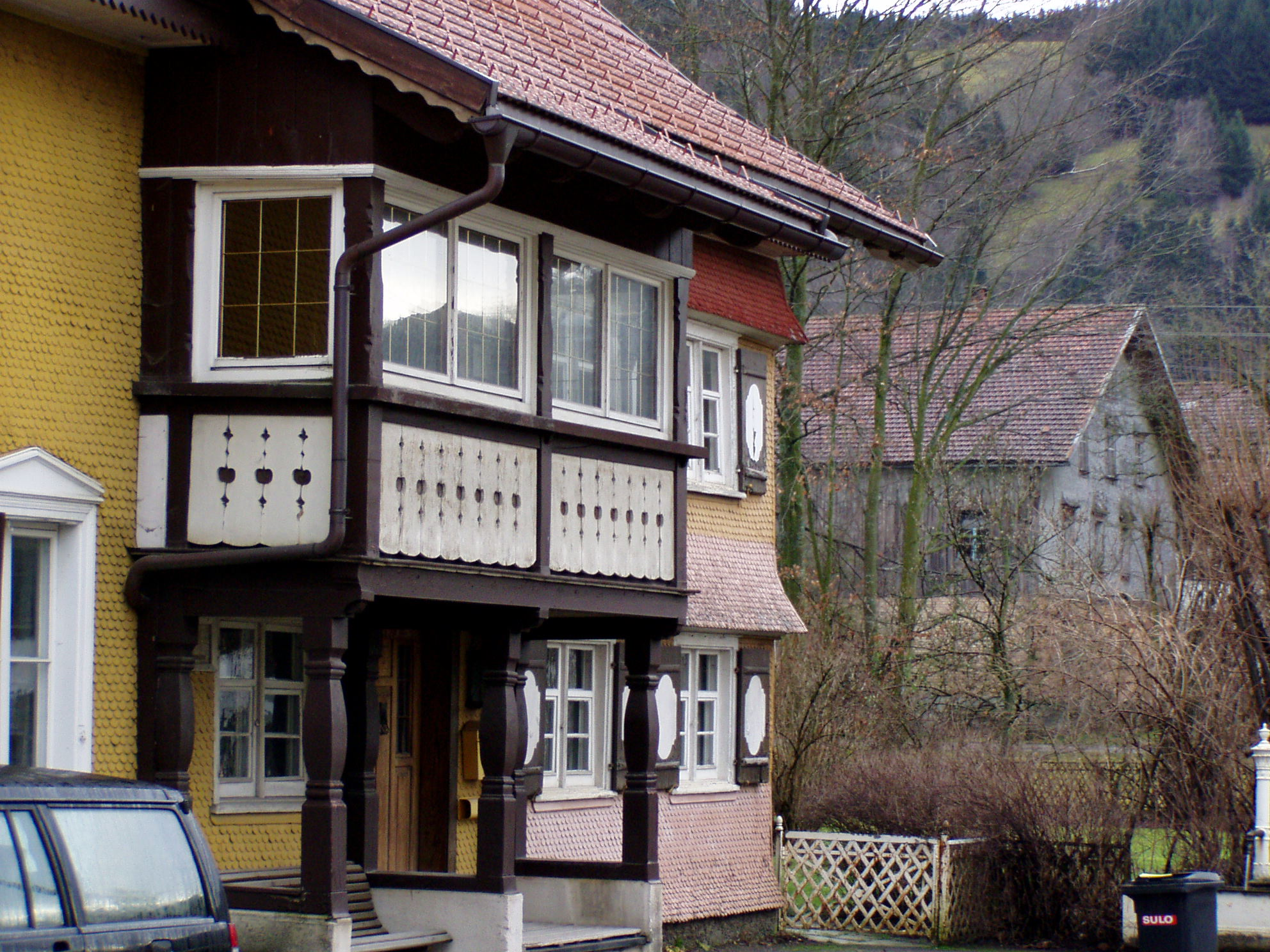
Geburtshaus von Anton Zumstein

### Privatleben
Anton Zumstein wurde als erstes von sechs Kindern des Kaufmanns Franz Anton (1844–1910) und Antonia Zumstein (1843–1887, geb. Bildstein) geboren. Nach der Realschule machte er eine Lehre als Textilkaufmann, wie es der Familientradition entsprach. Aufgrund ausgedehnter Reisen und Wanderungen in jungen Jahren lernte er den Wert von Landkarten und Reiseführern kennen und schätzen. Das Sammeln von Landkarten wurde zu seinem Hobby, das ihn anregte, selbst auf diesem Gebiet tätig zu werden. Er stellte fest, dass auf Karten Angezeigtes oft nicht der Wirklichkeit entsprach. Er heiratete am 17. April 1911 Emma Brack, mit der er die Söhne Max und Otto hatte.

### Beruf & Verlag
Anton Zumstein übernahm zusammen mit seinem Bruder Karl (* 1876) den Textilwarenhandel des Vaters in Grünenbach. 1907 stieg Anton aus diesem aus. Anfang Juni 1909 gründete er in Grünenbach eine Großhandlung für Landkarten und Reiseführer, sowie einen Verlag für Wanderkarten namens Allgäu-Verlag. Oftmals stieß er zu Beginn bei möglichen Kunden auf Unverständnis, da sie selbst des Kartenlesens nicht mächtig waren. Das erste Werk seines Verlags war eine Wanderkarte des Allgäus mit eingezeichneten Wanderwegen, Gaststätten und Hütten, in dem das angrenzende österreichische Gebiet miteingezeichnet war. Dies war auch die erste Karte dieses Gebiets im Maßstab 1:100000. Zuvor waren nur Karten im Maßstab 1:1000000 angeboten worden. Es folgten die Karte im Maßstab 1:5000, die schnell eine Auflage von 100000 Stück erreichte. Die rasche Ausdehnung des Geschäfts erlaubte seinem Verlag, Handelsvertreter einzustellen. Er selbst hatte so die Möglichkeit, weitere Wanderwege zu erkunden und zu kartografieren. Er fertigte Karten des Alpengebiets bis hin zum Schwarzwald.

„Ich habe darum gewusst, was ein Tourist braucht – keine Phantasiegebilde, sondern klare Informationen. Um das schaffen zu können, muss man aber selbst Tourist sein.“

1939 wurde der Verlag nach München verlegt und trug fortan den Namen Zumstein Landkartenhaus. Der Zweite Weltkrieg verhinderte eine weitere Expansion des Verlags. Jedoch stieg der Erfolg des Verlags wieder mit dem Wirtschaftswunder und dem gedruckten sogenannten Zumstein-Katalog, der Landkarten, Reiseführer und Stadtpläne enthielt. 1940 stiegen seine Söhne in den Verlag mit ein. Anton Zumstein zog sich 1955 aus dem Geschäft zurück. Heute heißt der Verlag Geo Center – Internationales Landkartenhaus GmbH Stuttgart/München.
Anton Zumstein entwarf und gestaltete 45 Karten, darunter die vom Landkreis Lindau, dessen komplizierte Lage zwischen Baden-Württemberg und Österreich viele Kartographen vor Probleme stellte.